# Hình tượng bò sát trong văn hóa

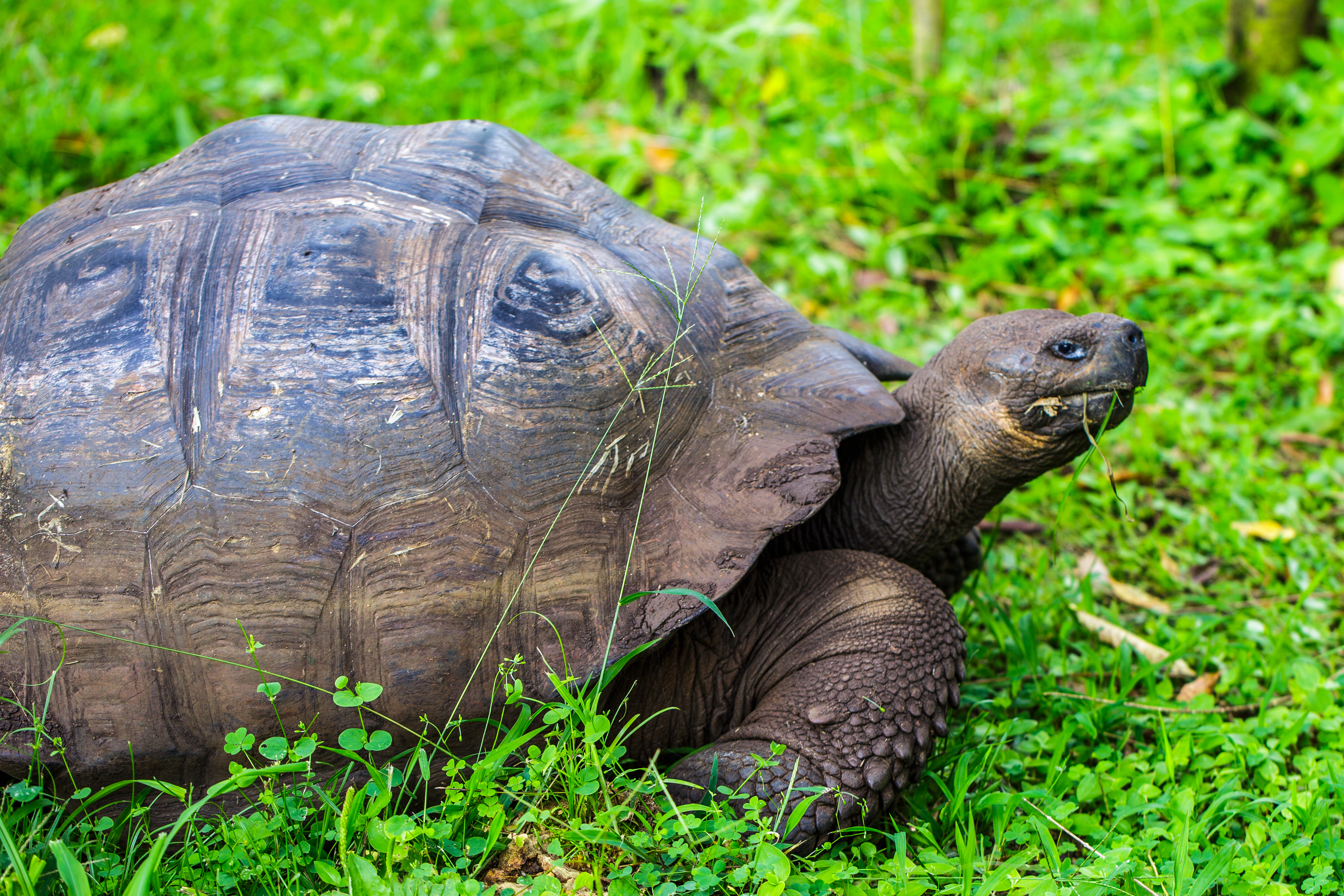
Một con rùa lớn, trong văn hóa, rùa biểu tượng cho vũ trụ, huyền cơ, sự trường thọ

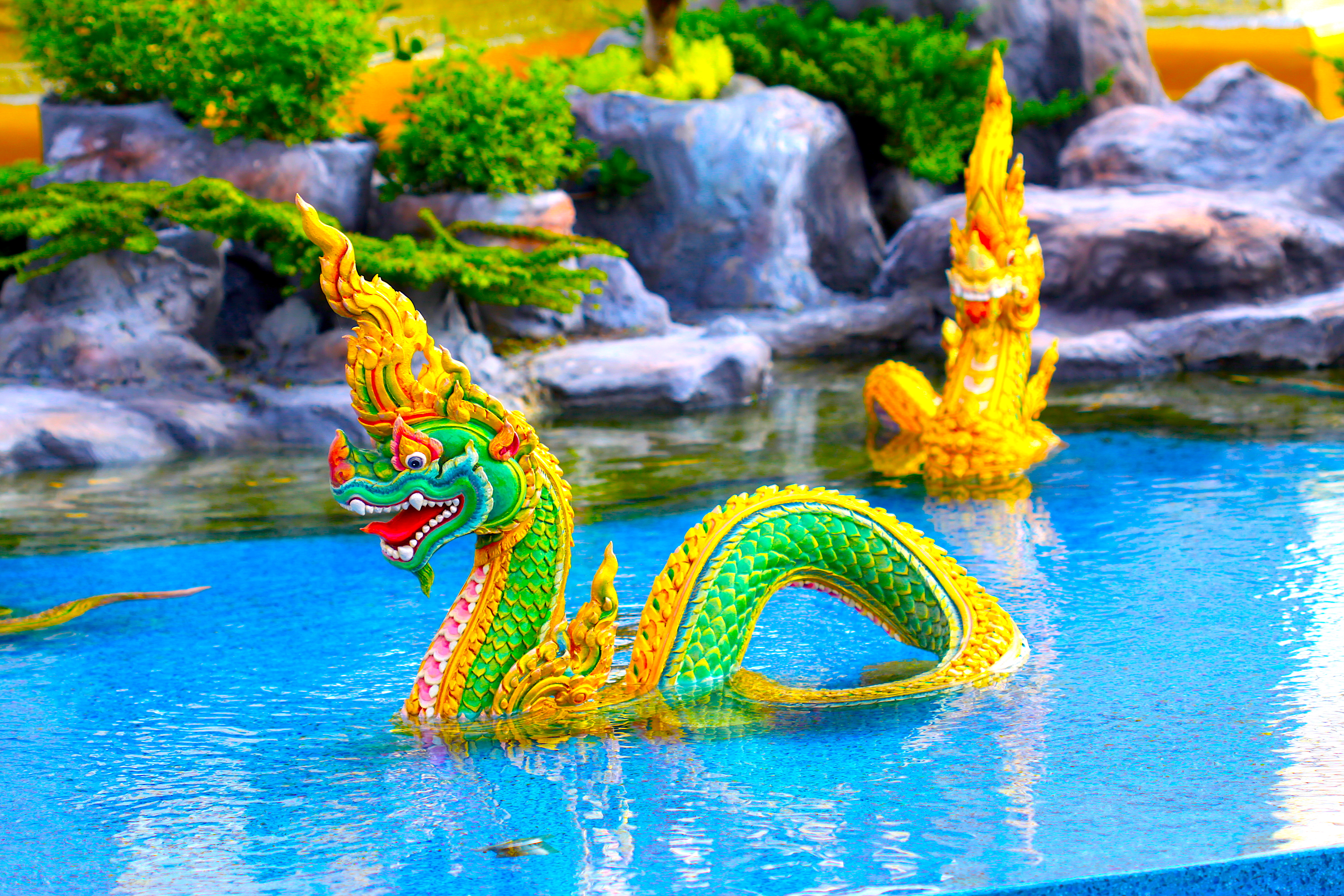
Tượng rắn thần Naga, đây là hình mẫu mỹ thuật ở những nền văn hóa Ấn Độ giáo

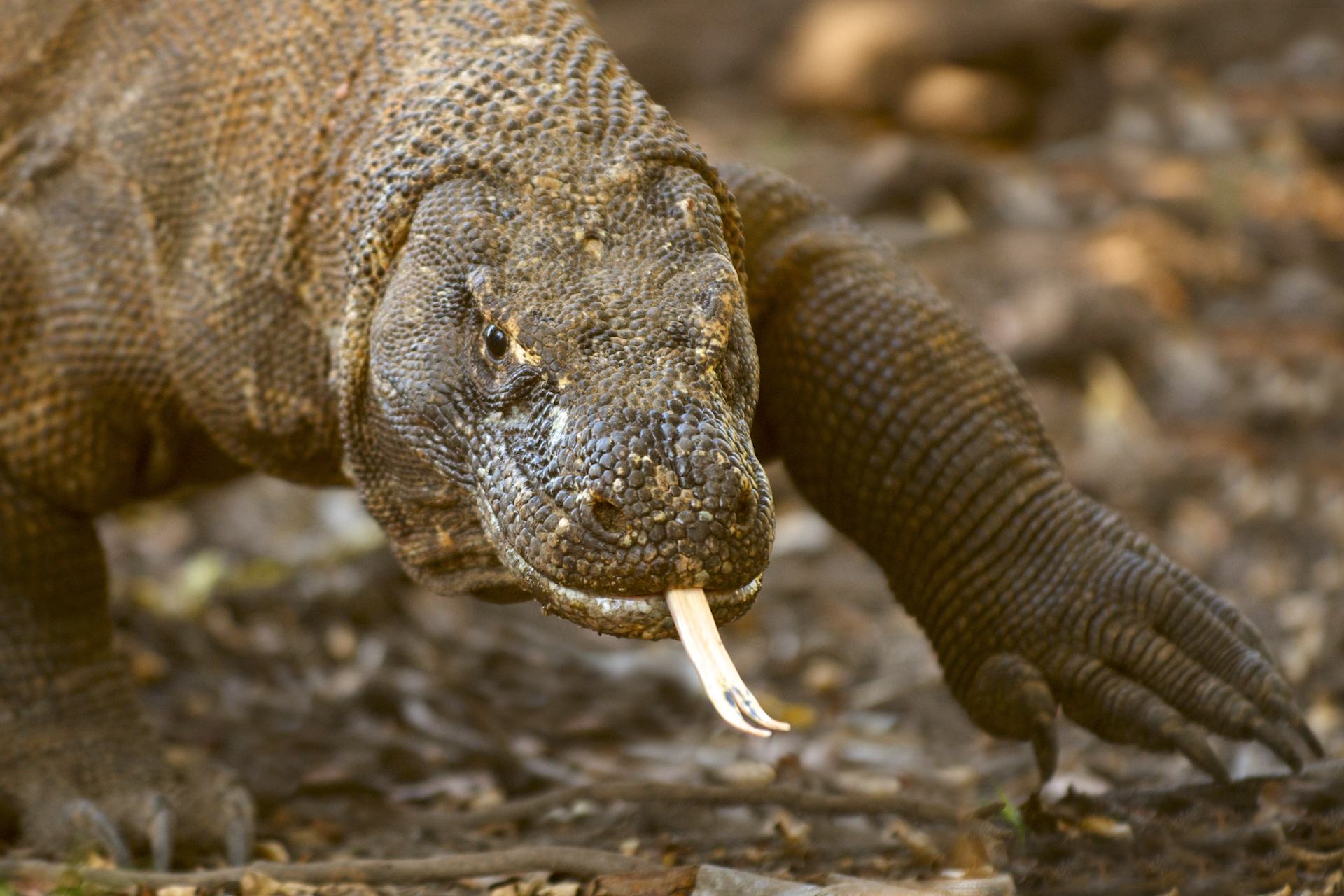
Một số loài bò sát tượng trưng cho rồng trong truyền thuyết

Hình tượng các loài bò sát nói chung đã hiện diện trong nhiều nền văn hóa và đời sống con người trong nhiều thế kỷ qua bao gồm cả những tương tác mang tính biểu tượng và thực tế đời sống. Những đóng góp của loài bò sát cho đời sống con người là rất lớn và xuyên suốt qua các thời kỳ lịch sử của loài người trên toàn cầu. Biểu tượng của loài bò sát có thể được nhận thấy trong dòng chảy văn hóa bao gồm các câu chuyện thần thoại, tín ngưỡng tôn giáo và văn hóa dân gian cũng như các biểu tượng thị giác khác, chẳng hạn như hình ảnh như cây trượng quấn rắn trong y học Tây phương cho đến những biểu tượng đại chúng.
Những thần thoại về những sinh vật có thuộc tính giống rắn hoặc bò sát được tìm thấy trên khắp thế giới, từ rồng Trung Quốc và rồng châu Âu đến vùng Woolunga của Úc. Loài rắn có lẽ là một trong những sinh vật phổ biến về văn hóa và phổ biến tín ngưỡng bậc nhất của nhân loại, biểu tượng rắn xuất hiện ở mọi châu lục và thường gắn liền với các hình thức thờ phượng tôn giáo, hình tượng Cá sấu xuất hiện trong các tôn giáo của Ai Cập cổ đại, trong Ấn Độ giáo, văn minh Aztec và các nền văn hóa Mỹ Latinh khác. Rùa là sinh vật có tính biểu tượng trong nền văn hóa Phương Đông với nhiều triết lý sâu sắc và tượng trưng cho vũ trụ, huyền cơ và sự trường thọ.
Ngay sau khi được phát hiện vào thế kỷ XIX, khủng long đã được giới thiệu rộng rãi đến với công chúng qua những tác phẩm điêu khắc đồ sộ và trở thành yếu tố quan trọng trong giải trí, mức độ phổ biến về những sinh vật to lớn, đáng sợ trong các bộ phim quái vật, phim kinh dị, phim viễn tưởng, phim khoa học. Theo thuyết âm mưu ở phương Tây ngày nay thì nhiều nhà lãnh đạo thế giới ngày nay, những người thường ở vị trí quyền lực có liên quan đến Chủng tộc bò sát vốn là hậu duệ của các giống lai cổ đại được tạo ra từ người ngoài hành tinh bò sát và con người. Những nhà lãnh đạo này bao gồm các nhà lãnh đạo hoàng gia, lãnh đạo chính trị và lãnh đạo doanh nghiệp, gia đình hoàng tộc cũng được cho là thằn lằn thay đổi hình dạng, có thể thay đổi từ hình dạng con người sang hình dạng bò sát và trở lại trước mắt họ.

## Tổng quan văn hóa

### Trong các nền văn hóa

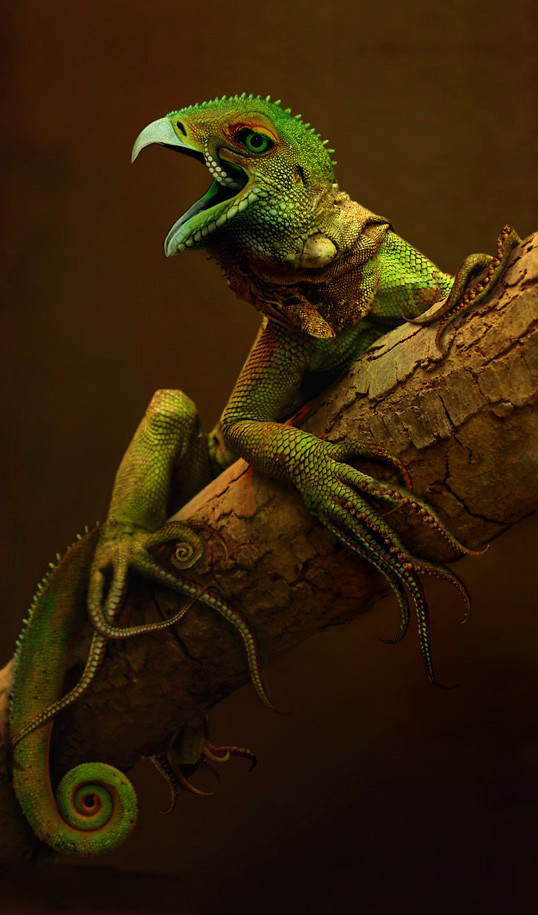
Đồ họa về một con quái vật cự đà

Loài bò sát cả thực, như cá sấu, rắn, rùa, và các loài tưởng tượng dạng bò sát như rồng đã xuất hiện trong thần thoại và tôn giáo trên khắp thế giới. Rồng là một sinh vật huyền thoại, thường có các đặc điểm giống rắn hoặc bò sát, trong thần thoại của cả hai nền văn hóa châu Âu và Trung Quốc, với các biến khác ở Nhật Bản, Hàn Quốc, Việt Nam và các nước Đông Á khác. Woolungasaurus plesiosaur được đặt theo tên của Woolunga, một loài bò sát thần thoại của Úc và vô số các loài bò sát khác.
Nhìn chung, cách nhìn và khuôn mẫu của con người đối với các loài bò sát thông thường không mấy thiện cảm, thường gắn chúng với các yếu tố gớm giếc, kinh dị, hãi hùng, xem nhiều loài bò sát như quái vật máu lạnh.Thái độ tiêu cực đối với các loài bò sát, đặc biệt là rắn, cá sấu, các loài thằn lằn đã dẫn đến tình trạng ngược đãi trên diện rộng, góp phần tạo ra thách thức trong việc bảo tồn loài bò sát trước những tác động của con người như mất môi trường sống và ô nhiễm.
Trong đời sống xã hội, các ứng dụng thực tế của loài bò sát bao gồm sản xuất huyết thanh kháng nọc rắn và nuôi cá sấu, chủ yếu để lấy da nhưng cũng để lấy thịt cá sấu. Loài bò sát vẫn là mối đe dọa đối với quần thể con người do những xung đột với chúng, vì rắn giết hàng chục nghìn người mỗi năm, trong khi cá sấu tấn công và giết chết hàng trăm người mỗi năm ở Đông Nam Á và Châu Phi. Tuy nhiên, người ta vẫn nuôi một số loài bò sát như cự đà, rùa và rắn ngô ngoan ngoãn làm thú cưng. Romulo Alves và các đồng nghiệp đã ghi nhận việc sử dụng 13 loài bò sát (cá sấu và rắn) ở Brazil cho các mục đích tôn giáo ma thuật như bùa phép, thu hút bạn tình, và làm bùa hộ mệnh để bảo vệ khỏi mắt quỷ.
Trong văn hóa đại chúng ở phương Tây ngày nay, có thuyết âm mưu về loài bò sát ngoài hành tinh đang đội lốt và thống trị loài người. Hội loài bò sát đội lốt người là những người cho rằng có một chủng loài bò sát ngoài hành tinh có thể biến đổi thành con người với âm mưu thôn tính trái đất bằng cách nắm quyền hành chính trị, một thuyết âm mưu cho rằng người ngoài hành tinh đang sống giữa con người và họ có thể chi phối loài người, thuyết âm mưu kiểu này khẳng định về sự tồn tại của một loài bò sát đến từ hành tinh khác đang âm mưu thống trị thế giới với các xã hội bí mật như xã hội bò sát, nếu bất cứ ai phát hiện ra và cố gắng nói về thế giới ngầm này thì họ sẽ nhanh chóng bị im lặng.
Theo thuyết âm mưu thì hầu hết con người hoàn toàn không biết đến sự tồn tại của chủng bò sát. Tuy nhiên, đến một lúc nào đó, họ tự quyết định hoặc bị con người ép buộc phải che giấu danh tính thực sự của mình, và ngay cả khi nhận thức được, hoặc nếu nhìn thấy chúng ở dạng bò sát của chúng thì cũng không thể làm gì được, nếu một nhân chứng chia sẻ kiến thức về loài bò sát cai trị với những người gần gũi sẽ đơn giản bị cười nhạo và bị coi là điên rồ vì thực sự, ý tưởng rằng có những người giống thằn lằn sống giữa chúng ta có chút kỳ quái, thậm chí còn kỳ quái hơn khi nghĩ rằng các chính trị gia nổi tiếng, các nhà lãnh đạo doanh nghiệp và hoàng gia thực tế là những sinh vật bò sát, trên thực tế, dù những người hoài nghi không nghĩ như vậy mà họ tin là có thực nhưng cũng không có bằng chứng ủng hộ lý thuyết bò sát này.

### Hình tượng con rắn

Họa phẩm Lilith và con rắn

Trong Ấn Độ giáo, rắn được tôn thờ như một vị thần mà còn là những vị thần quan trọng. Hình tượng Rắn hổ mang được nhìn thấy xung quanh cổ của thần Shiva (quấn quanh hay quàng qua cổ), trong khi thần Vishnu thường được miêu tả như đang ngủ trên một con rắn bảy đầu hoặc trong mình đang cuộn tròn của một con rắn. Có những ngôi đền ở Ấn Độ chỉ dành riêng cho việc thờ phụng rắn hổ mang, đôi khi được gọi là Nagraj (Vua rắn) hay Naga (người Khmer gọi là Niệk), và người ta tin rằng rắn là biểu tượng của khả năng sinh sản và nhục dục, yếu tố nước, âm tính.
Trong lễ hội Nag Panchami hàng năm của người Hindu, rắn được tôn kính và cầu nguyện, đồng thời được tặng sữa, kẹo, hoa và đèn. Ở Nam Mỹ, xét về mặt tôn giáo tín ngưỡng, con rắn sánh ngang với báo đốm về tầm quan trọng tín ngưỡng ở vùng Mesoamerica cổ đại. Amaru là một sinh vật thần thoại có đặc điểm giống rắn, là mô típ phổ biến trong thần thoại Andes và thần thoại Nam Mỹ bản địa. Ở Nam Mỹ còn có những truyền thuyết bản địa của người da đỏ về những con mãng xà khổng lồ mà ngày nay được biết đến là những con trăn Anaconda, thậm chí là mãng xà tiền sử Titanoboa.
Trong thần thoại Hy Lạp, con rắn được nhắc đến với những hành ảnh đặc biệt, nó được hình dung găn kết với những kẻ thù chết người, con răn Lernaean Hydra chín đầu mà Hercules đã đánh bại và ba chị em nhà Gorgon là con của Gaia, trong đó, xà nữa Medusa là một trong ba chị em nhà Gorgon bị Perseus đánh bại. Medusa được miêu tả là một con người gớm ghiếc thân sắn, mái tóc mà từng sợi tóc chính là hàng trăm con rắn và có năng lực biến đàn ông thành đá (hóa đá) chỉ bằng một ánh nhìn, sau khi giết Medusa, Perseus đã dâng đầu của nó cho thần Athena để báo công lao.
Trong Cơ đốc giáo và Do Thái giáo, một con rắn xuất hiện trong Sáng thế ký 3: 1 (động vật trong Kinh Thánh, Tiếng Do Thái là Nâchâsh là tên gọi chung cho các loài rắn) kể về việc để cám dỗ A-đam và Ê-va bằng trái cấm từ Cây Tri thức. Trong Tân thuyết giáo và Wicca, con rắn được coi là biểu tượng của trí tuệ và kiến thức. Một truyền thuyết kể rằng Thánh Patrick đã trục xuất rắn ra khỏi Ireland dẫn đến việc nơi đây không có loài rắn bản địa nào còn tồn tại ở đó. Trong Cơ đốc giáo và Do Thái giáo thì hình tượng con rắn không được mấy tích cực, nó gắn liền với sự độc địa, cám dỗ, mơn trớn và tội lỗi (sin) cần được thanh tẩy. Phần nhiều những câu trưng dẫn trong Kinh Thánh về rắn thường chỉ về loài rắn độc như kẻ ác (Thi Thiên 58:4), kẻ toan mưu ác (Thi Thiên 140:3), kẻ thù (Giê-rê-mi 8:17).

### Hình tượng cá sấu

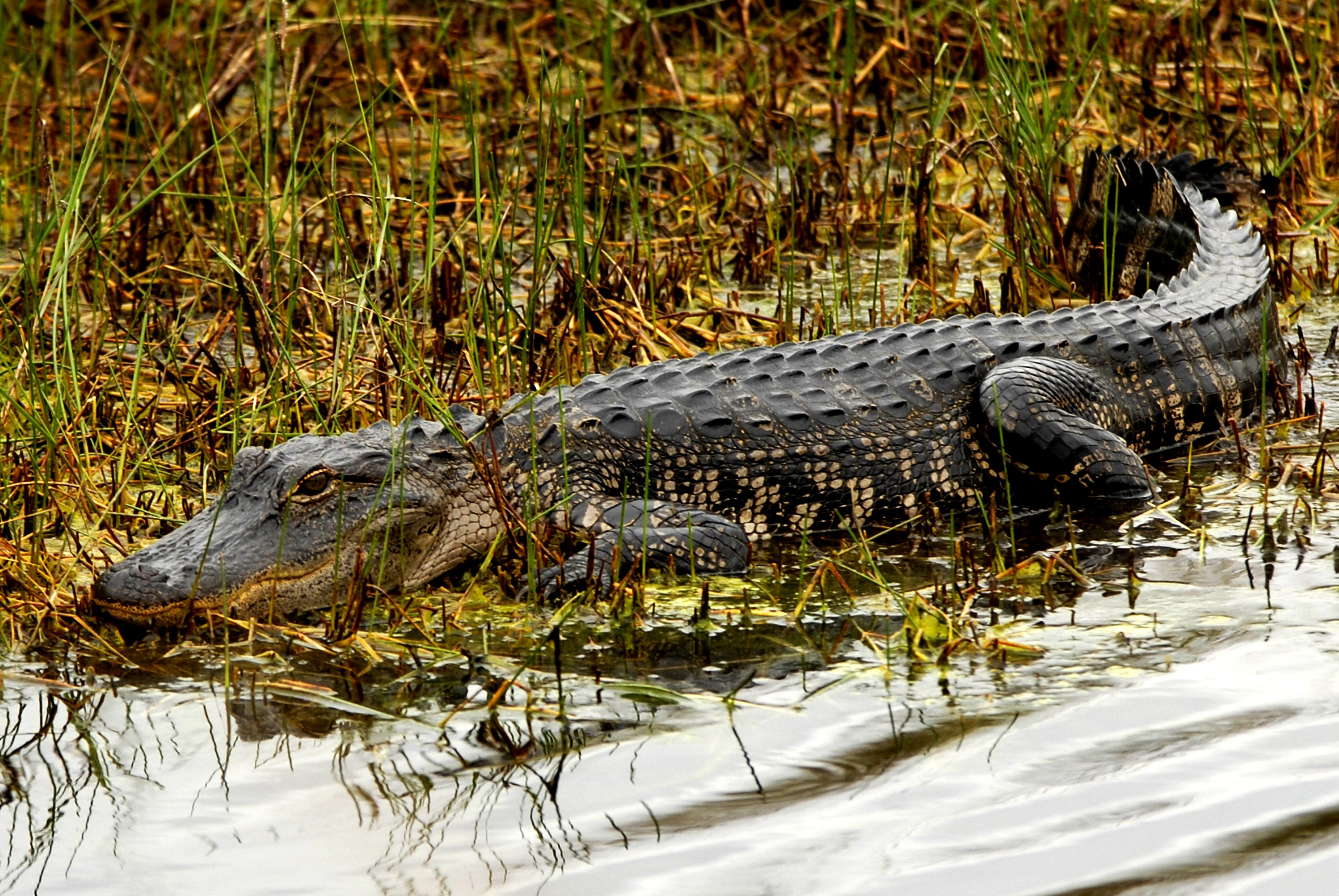
Cá sấu sinh vật từ thời tiền sử, trong văn hóa đại chúng được hư cấu là những quái vật đầm lầy với bản năng sát thủ

Cá sấu đã xuất hiện trong các tôn giáo trên khắp thế giới. Tại Ai Cập cổ đại có Sobek, vị thần đầu cá sấu, với thành phố sùng bái Crocodilopolis, cũng như Taweret, nữ thần sinh nở và sinh sản, với lưng và đuôi của một con cá sấu. Trong Ấn Độ giáo, Varuna là một vị thần Vệ Đà và Ấn Độ giáo, cưỡi Makara là một thủy thú giống như cá sấu và được gọi là Nāgarāja, chúa tể của loài rắn. Tương tự như vậy, các nữ thần của sông Hằng và sông Yamuna thường được miêu tả là cưỡi cá sấu. Ở Goa, việc thờ cúng cá sấu được thực hiện, như trong lễ Mannge Thapnee hàng năm. Ở Mỹ Latinh, Cipactli là cá sấu đất khổng lồ của người Aztec và các dân tộc Nahua khác. Gần đây hơn, truyền thuyết đô thị về cá sấu cống New York cho rằng loài bò sát vật nuôi, được thả khi chúng quá lớn so với sự thoải mái của chủ nhân, phát triển mạnh và phát triển với kích thước to lớn.

### Hình tượng con rùa

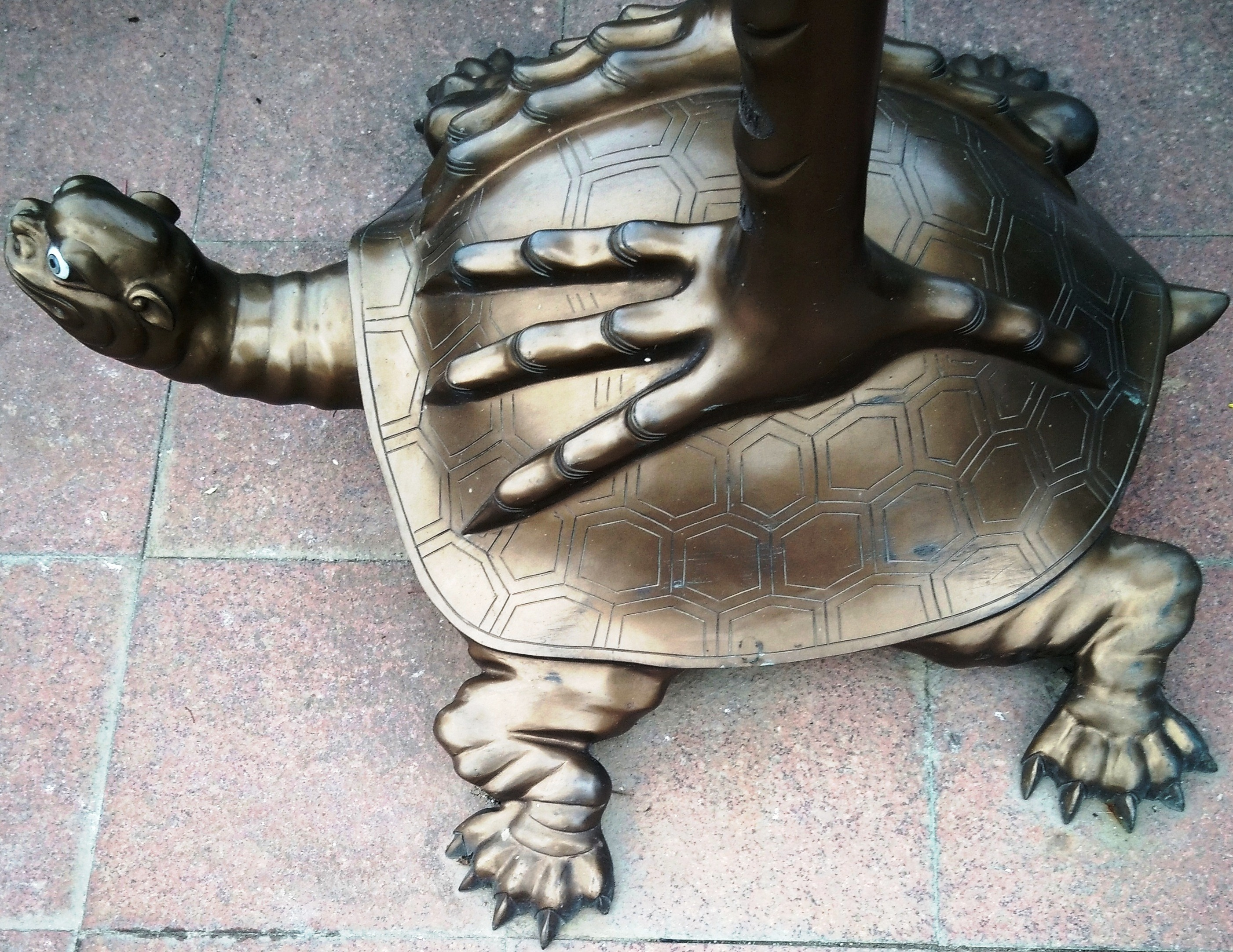
Tượng rùa đội hạc ở Thành cổ Quảng Trị

Rùa là con vật có thật được linh hóa, biểu trưng cho sự bền vững, trường tồn. Trong văn hóa châu Á, thì con rùa được hình tượng là một Con rùa/rùa già khôn ngoan và hiền lành (Quy lão) vì chúng sống lâu nên được biểu tượng cho sự trường thọ. Những người có mắt rùa (đuôi mắt xệ xuống) thường xem là tướng hiền lành nhưng hay thờ ơ, còn có những người có cái lưng rùa to bè. Trong văn hoá Việt Nam, con rùa mang biểu tượng thần thánh, linh thiêng lần đầu tiên xuất hiện trong truyền thuyết dưới thời dựng nước Âu Lạc của An Dương Vương giúp xây thành Cổ Loa và chống quân Triệu Đà, dưới thời nhà Minh đô hộ Đại Việt hơn 20 năm sau khi đánh bại nhà Trần.
Theo truyền thuyết rùa thần đã giúp Lê Lợi đánh bại quân Minh bằng việc cho mượn thanh gươm thần rồi sau đó thần Kim Quy ngoi lên lấy lại gươm ở Hồ Hoàn Kiếm, câu chuyện này trở thành sự tích nằm lòng của nhiều người Việt. Rùa thần không chỉ có sức mạnh thần thông quảng đại, trừ yêu diệt quái chẳng hạn như con Kê tinh tức là con gà lông trắng (trong truyền thuyết Nỏ thần) mà còn được như vật trân bảo, có nơi, người ta tôn thờ rùa như là con vật bảo hộ cho đê điều nhưng hình ảnh thường thấy nhất của rùa chính là việc vận dụng hình tượng rùa để dựng bia, đặt rùa làm đế cho bia tạo cho bia sự vững bền.
Theo quan điểm của người Việt, rùa là loài bò sát lưỡng cư, có tuổi thọ rất cao, thường được gọi là cụ rùa, thần rùa. Rùa có thân hình chắc chắn cộng với khả năng sống lâu cho nên được ví như biểu tượng của sự trường tồn, rùa là loài vật ăn ít, có khả năng nhịn đói tốt nên được coi là thoát tục, Rùa có ý nghĩa là quy nghĩa sự quay trở về, hạc lại tượng trưng cho sự thanh cao, thuần khiết với dụng ý con người cần phải quay trở về với bản tính thiện lương, sự thanh cao và trong sáng ban đầu, đó chính là quay về với nguồn cội Ngày nay, nhiều gia đình, nhiều chùa chiền nuôi rùa sống với ý nghĩa phong thủy là chính, để thiêng hóa nó, người ta còn thêm thắt chi tiết cho ly kỳ như ở ngôi chùa rùa biết nghe tụng kinh Phật
Rùa thường được tạc trong hình thức đội bia đá, tháp Phật, Rùa cũng được trang trí trên các đồ vật, tượng trưng cho sự trường thọ của chủ nhân sử dụng. Từ cuối thời Lê Trung Hưng, chủ đề "thủy ba" diễn tả rùa phun nước thường được thể hiện bằng hội họa hay phù điêu. Trong Văn Miếu Quốc Tử giám ở Hà Nội, mỗi tấm bia được làm bằng đá, khắc tên các vị thi đỗ Trạng nguyên, Bảng nhãn, Thám hoa, Hoàng giáp, Tiến sĩ đặt trên lưng một con rùa và ngày nay nhiều người hay xoa đầu rùa lến hên. Thần Rùa hiện diện trong các đình, miếu, đền và trên trống đồng có từ 5.000 năm nay, Thần Rùa là biểu tượng văn hóa, là cội nguồn trong suốt chiều dài lịch sử.
Trong văn hóa phương Tây, rùa là một loài sinh vật không thực sự nổi bật nhưng vẫn gây được thiện cảm đối với con người, đối với họ, rùa là con vật chậm chạp, ù lì, nhưng đồng thời nó đáng yêu và ngốc nghếch là những gì có thể nghĩ đến đầu tiên khi nói về loài động vật này. Huyền thoại về bộ tứ Ninja rùa cũng được lấy cảm hứng từ những con rùa chậm này. Rùa sở hữu cái miệng của một loài động vật ăn thịt và cái lỗ thức ăn đó được thiết kế khá đặc biệt để bẫy các con mồi. Tuy nhiên, thức ăn ưa thích của rùa chỉ là những con sứa biển và điều này một lần nữa giúp chúng ghi điểm trong mắt người khác. Chúng có thể nuốt trôi hàng trăm con sứa mỗi ngày, so với rùa thì sứa rất nhỏ, loài rùa không chỉ duy trì khẩu phần ăn của mình dựa vào sứa là một sinh vật có thể tấn công gây hại cho con người và các loài sinh vật biển khác nhưng chúng nuốt chửng loài sứa như thể đang thưởng thức những chiếc hộp gà McNuggets. 

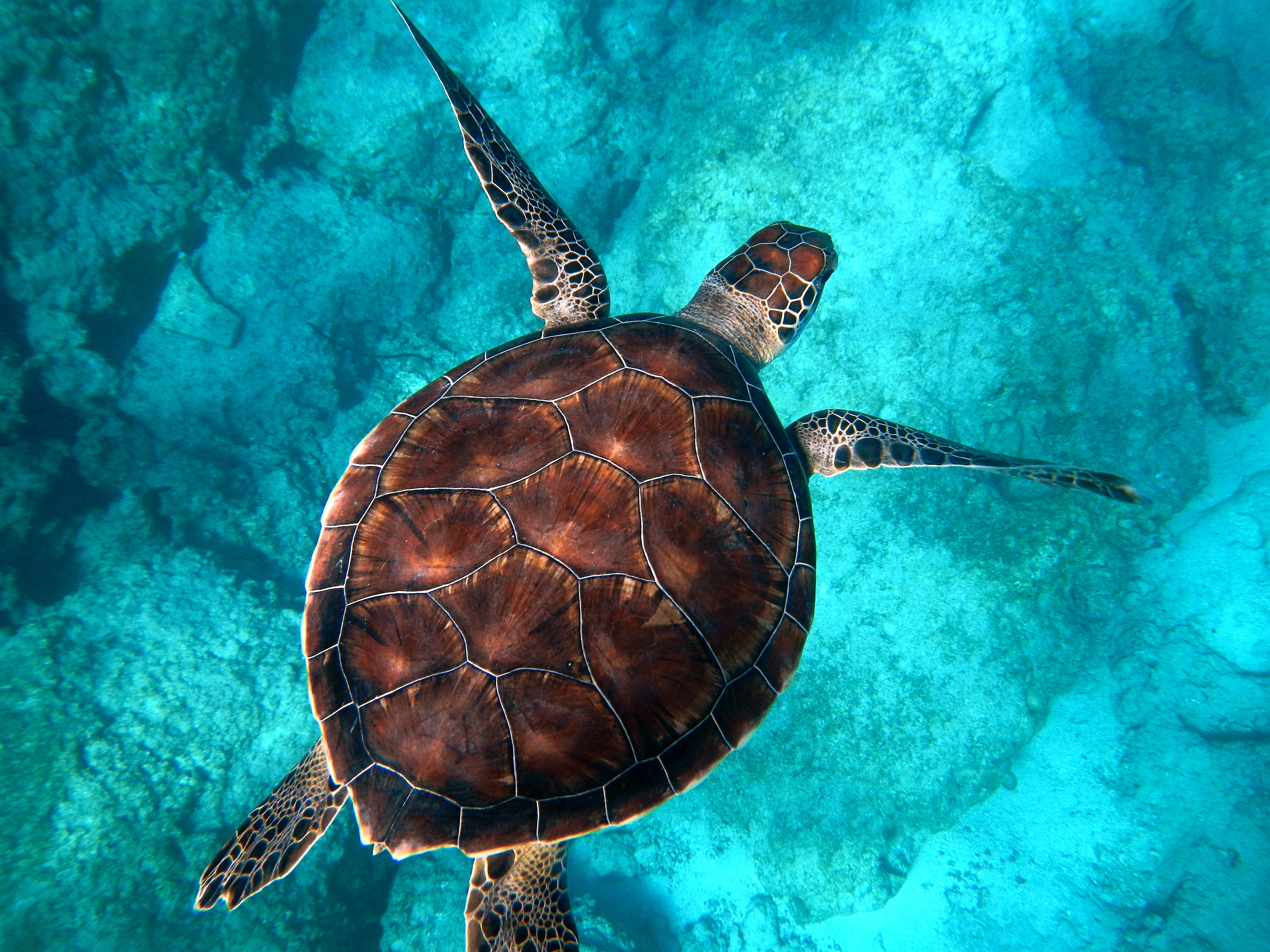
Một con rùa biển đang bơi, một hình ảnh lạc lõng giữa đại dương bao la

Trong các bộ phim hoạt hình, rùa cũng thường được miêu tả như thể chúng có thể gỡ bỏ mai rùa giống như thay một bộ quần áo, tuy vật chi tiết này không có cơ sở trong thực tế vì mai rùa là một bộ phận cơ thể của rùa chứ không phải là bộ áo khoác. Nếu bắt gặp những con rùa nhỏ ở nhà, sân hay khu vườn thì sẽ gặp may trong kinh doanh. Rùa luôn được hình mẫu về một loài chậm chạp, nặng nề, lặng lẽ và hay lo âu mà ví dụ hiếm hoi về những con rùa nhanh nhẹn và hoạt bát là bộ truyện Nija rùa với những chiến binh rùa nhanh nhẹn, tài năng để chiến đấu chống lại những âm mưu của các thế lực hắc ám.
Trong nền văn hóa của các dân tộc thiểu số, đặc biệt là một số dân tộc thiểu số ở Việt Nam thì biểu tượng rùa xuất hiện xuyên suốt trong quá trình lịch sử của người Mường, từ trước khi trở thành vật linh thiêng, hình ảnh người bạn rùa gần gũi và có xuất thân cao quý: "Người anh tôi là ông vua khú/Tôi là em vợ ông vua trời", biểu tượng rùa được phản ánh trong thế giới ý niệm của người Mường và một số dân tộc khác cũng phong phú, là biểu tượng cổ truyền có nguồn gốc từ xa xưa gắn với đời sống sơ khởi của các dân tộc này cùng với các dân tộc khác tôn thờ rùa trên lãnh thổ Việt Nam.
Biểu tượng rùa xuất hiện rất sớm trong đời sống của người Mường ở phía Bắc Việt Nam, tồn tại ở khắp mọi nơi, suốt chiều rộng không gian và chiều dài thời gian của văn hóa xứ Mường và được ghi chép lại trong cuốn Mo sử thi "Đẻ đất, đẻ nước" nổi tiếng. Rùa đã trở thành loài vật linh thiêng với người dân Mường, họ kiêng không ăn thịt rùa, rùa trở thành vị thần được thờ cúng trong nhà ngoài bản xưa. Ý nghĩa biểu tượng hình ảnh vị rùa không chỉ ăn sâu bám rễ trong tâm thức các thế hệ của người Mường mà còn trải rộng trên tất cả các miền, các dân tộc láng giềng khác nhau.
Người Bahnar ở Tây Nguyên có câu chuyện thần Rùa giúp Vua, dâng nước đánh thần Diều gây nên nạn đại hồng thủy. Người Khơme Nam Bộ, trong lễ cầu mưa bao giờ cũng đào hố cạnh cây bồ đề trong chùa, đặt biểu tượng cá và rùa xuống hố rồi mời thầy cúng hoặc sư đến tụng kinh cầu mưa để cứu vớt chúng sinh thủy cư (rùa, cá) cầu xin các thần linh ban mưa lành xuống, Rùa cũng là sự hóa thân của đức Ca Diếp (Kasyapa), vị tổ thứ nhất trong thần phả, vừa của đạo Phật, vừa của đạo Hinđu. Thần Rùa còn tượng trưng cho tri thức. Đối với người thiểu số thì rùa còn là biểu tượng cho nhà sàn, mai rùa khum khum tượng trưng cho trời (mái nhà), bụng bằng phẳng tượng trưng cho đất (sàn nhà), chân là biểu tượng cột nhà, sống trong nhà sàn là sống trong dòng sinh khí của trời đất, âm dương, nên gắn với hạnh phúc.

### Hình tượng khủng long

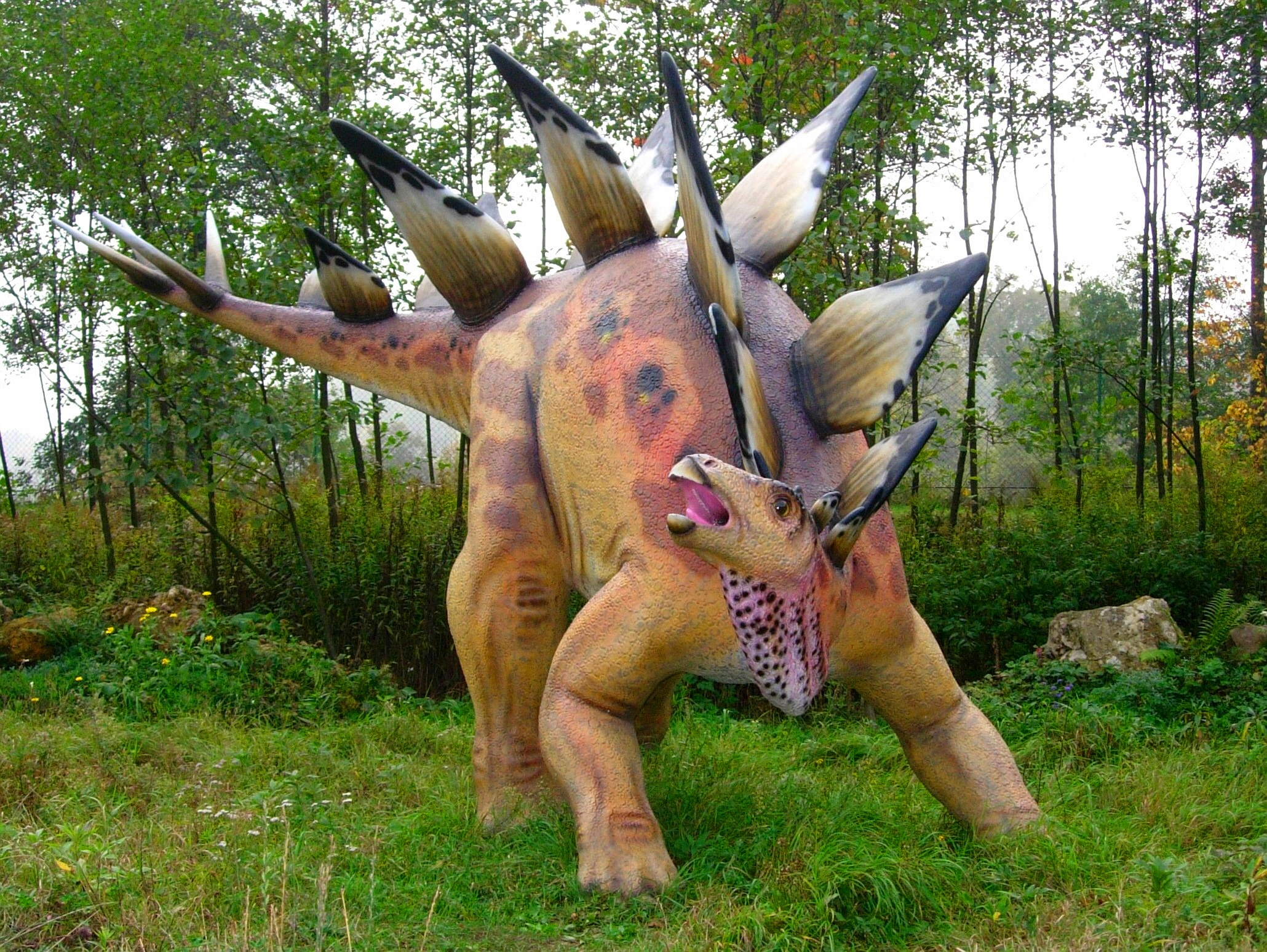
Tượng về một con khủng long

Khi khủng long mới được phát hiện, người ta háo hức muốn biết về chúng, tại thời điểm với hiểu biết về còn hạn chế, chúng được minh họa như những con thằn lằn khổng lồ, đi bằng bốn chân một cách nặng nề. Sau đó, các họa sĩ vẽ những con vật khổng lồ này đứng thẳng như chuột túi, đi bằng hai chân sau hoặc đi bốn chân, đuôi dài quét đất, da xù xì, có vảy như da cá sấu. Ngày nay, nhờ sự phát triển của cổ sinh vật học, con người đã có những cái nhìn mới mẻ và thực tế hơn về loài vật kỳ diệu này. Khủng long không còn lờ đờ, trì trệ nữa. Chúng được miêu tả như những sinh vật năng động, phát triển cao, giống chim hơn cá sấu. Tuy vậy, ở bất cứ thời đại nào, khủng long cũng chiếm một phần không nhỏ trong tri thức, văn hóa của loài người và để lại cho con người những cảm xúc đặc biệt: kinh ngạc, sợ hãi nhưng thích thú.
Kể từ khi được mô tả lần đầu vào năm 1905, Tyrannosaurus rex đã trở thành loài khủng long được biết đến rộng rãi nhất trong văn hóa đại chúng. Nó là loài khủng long duy nhất thường được biết đến bằng tên khoa học đầy đủ Tyrannosaurus rex, và chữ viết tắt của nó T.rex cũng được sử dụng rộng rãi. T-Rex có trọng lượng dao động từ 5-9 tấn, cao tới 5 mét, và bộ hàm khủng khiếp có lực cắn lên tới 1,5 tấn, đủ sức cắn đứt đôi cả 1 chiếc xe ô tô 4 chỗ ngồi, Tyrannosaurus rex hay T-Rex là quái vật thời tiền sử thường được các nhà làm phim nhập khẩu về thời hiện đại nhất. Bộ hàm khủng khiếp của T-Rex là nguồn cảm hứng cho những đồn đoán về khả năng săn mồi của loài này.
Những ý tưởng phổ biến của loài khủng long nay có nhiều quan niệm sai lầm nhưng lại được củng cố bởi các bộ phim, sách, truyện tranh, chương trình truyền hình và thậm chí cả công viên giải trí. Các lỗi điển hình như người tiền sử sống chung với khủng long hay khủng long như những con quái vật không làm gì khác ngoài chiến đấu, hoặc việc miêu tả về một loại "thế giới tiền sử" nơi tất cả các loài động vật thời tiền sử đều tồn tại; khủng long như tất cả các loài to lớn và khổng lồ; khủng long trông chừng như ngu ngốc và di chuyển chậm chạp; khủng long giống như thằn lằn và tất cả đều có vảy (không có lông) khi nhiều loài khủng long Velociraptor có lông và bao gồm nhiều động vật thời tiền sử (như Dimetrodon, pterosaurs, pleisiosaur, ichthyosaurs và mosasaurs). Hơn nữa, khủng long không bị tuyệt chủng do không thể đối phó với sự thay đổi khí hậu bình thường, một quan điểm được tìm thấy trong nhiều sách giáo khoa trước đây.

## Chủng tộc bò sát

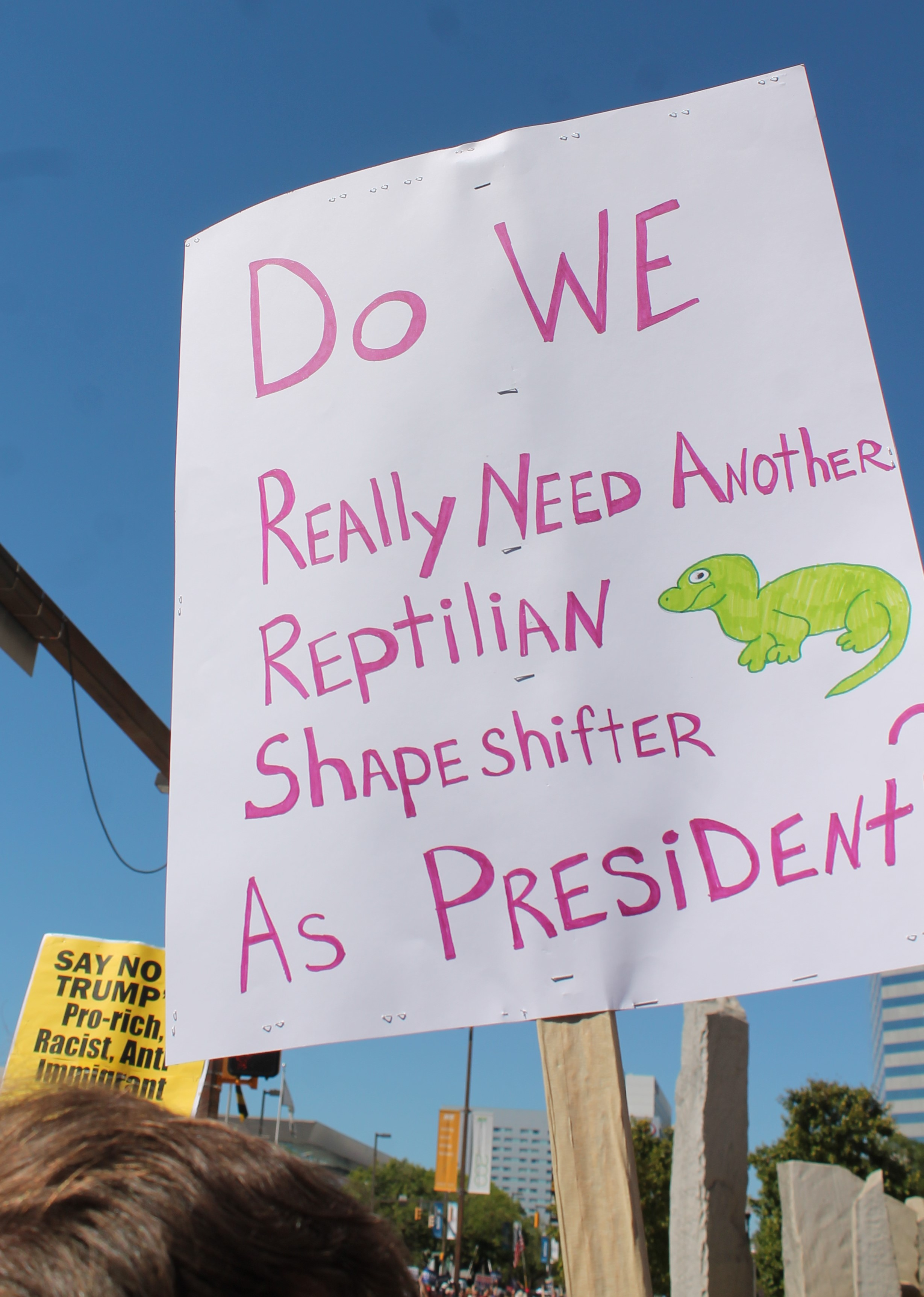
Khẩu ngữ trong biểu tình phản đối có nhắc đến Chủng bò sát, sự xuất hiện chủ đề này trong đám đông chứng tỏ sự lan truyền của thuyết âm mưu này trong văn hóa đại chúng thời nay

Thuyết âm mưu mập mờ về cái gọi là Chủng bò sát hay Chủng tộc bò sát (Reptilian) đôi khi còn được gọi là "Người thằn lằn"; "Người Draconians"; "Saurians"; hay Reptoids hay Reptiloids trở nên phổ biến trong văn hóa đại chúng ngày nay. Nhiều người đã được biết đến hoặc thường sử dụng thuật ngữ Người Reptilians nghĩa là Người thằn lằn hay con Thằn lằn người. Chúng được xem là loài bò sát được cho là người hình người bò sát hoặc người thằn lằn. Theo thuyết âm mưu này thì Người thằn lằn là loài bò sát được cho là thống trị toàn thế giới, đây là những loài bò sát ngoài hành tinh đội lốt người, âm mưu thống trị thế giới. Đây là một trong những thuyết âm mưu phổ biến ngày nay trong 10 thuyết phổ biến nhất như những thuyết âm mưu về hội Illuminati, thuyết âm mưu UFO và QAnon. Thuyết này đã được sự ủng hộ của những người ở 47 quốc gia khác nhau và sự tin tưởng của một đám đông lên đến 6.000 người.

### Những nhân chứng
David Icke, cựu phóng viên đài BBC cho rằng có những người quan trọng đang nắm quyền điều khiển xã hội loài người là thuộc về một giống loài họ hàng gần với bò sát, có khả năng cải trang thành con người, ông từng đề cập đến sự tồn tại của "The Elite", một loài bò sát ngoài hành tinh đội lốt người (bò sát hình người). David khẳng định loài bò sát này là động vật ăn thịt, uống máu, cao khoảng 2,1m, đến từ ngôi sao thuộc hệ Alpha Draconis, chúng đội lốt một ai đó để loài người không phát hiện và đang âm mưu thống trị cả thế giới. Người bò sát là những người trực tiếp đứng sau thảm họa diệt chủng Holocaust, chúng còn lên kế hoạch vụ đánh bom kinh hoàng vào thành phố Oklahoma và thảm họa khủng bố đẫm máu diễn ra vào ngày 11 tháng 9 ở Mỹ.
Một số nhân chứng cho rằng họ bị người ngoài hành tinh bắt cóc đã đề cập rằng người ngoài hành tinh đã bắt cóc họ giống như thằn lằn hoặc bò sát, một trường hợp của cảnh sát viên Herbert Schirmer đã tiết lộ rằng người ngoài hành tinh bắt cóc trông giống như loài bò sát. Những con bò sát ngoài hành tinh được cho là cũng có một biểu tượng con rắn có cánh trên ngực của chúng. Còn có câu chuyện về một nữ doanh nhân đã quan hệ tình dục với một người đàn ông, trong khi quan hệ tình dục thì ngoại hình của anh ta bất chợt thay đổi từ người thành bò sát, tại thời điểm cực khoái, một nhân tình xinh đẹp bỗng chốc trở thành một con thằn lằn kinh tởm.
Từng xảy ra một thảm kịch kinh hoàng ở Pennsylvania mà thuyết âm mưu cho rằng là do bò sát tấn công. Stephen Mineo là một người Mỹ 42 tuổi, đã yêu cầu người vợ XNUMX tuổi giết anh ta, cô đã bắn thẳng vào trán anh ta và sau đó gọi cảnh sát. Người phụ nữ giải thích với các lính canh mệnh lệnh của anh ta rằng đã quyết định chết một cách sợ hãi bởi sự thống trị của loài bò sát ở Hoa Kỳ, vì sợ hãi những kẻ thống trị bí mật của thế giới, anh ta trở nên hoang tưởng. Đằng sau vụ giết người, các nhà điều tra phát hiện câu chuyện kỳ quái liên quan đến một giáo phái chống thế lực ngoài Trái đất mà truyền thông phương Tây gọi đây là "giáo phái chống loài bò sát ngoài hành tinh".
Thủ lĩnh giáo phái Sherry Shriner đến từ Ohio rao giảng rằng thuyết âm mưu về thế lực ngoài hành tinh, ngày tận thế và cảnh báo rằng có sinh vật bò sát đội lốt người sống bí mật ở Trái đất, âm mưu lập ra trật tự thế giới mới, thủ lĩnh giáo phái Shriner tin rằng một trật tự thế giới mới đang đe dọa loài người như một âm mưu do người ngoài hành tinh và những sinh vật xấu xa khác vạch ra. Shriner cho rằng có người là một "Siêu chiến binh Bò sát Phù thủy Ma cà rồng" với việc thèm thịt đỏ, đặc biệt là món thịt bò Tartare (thịt sống xay nhuyễn trộn với nước sốt) tin rằng thèm thịt sống là dấu hiệu cho thấy sinh vật bò sát đội lốt người, chỉ có một số loại người nhất định thèm thịt sống, vì họ thèm máu, có những con quỷ ma cà rồng trong người họ, thực chất là một sinh vật bò sát đội lốt người.

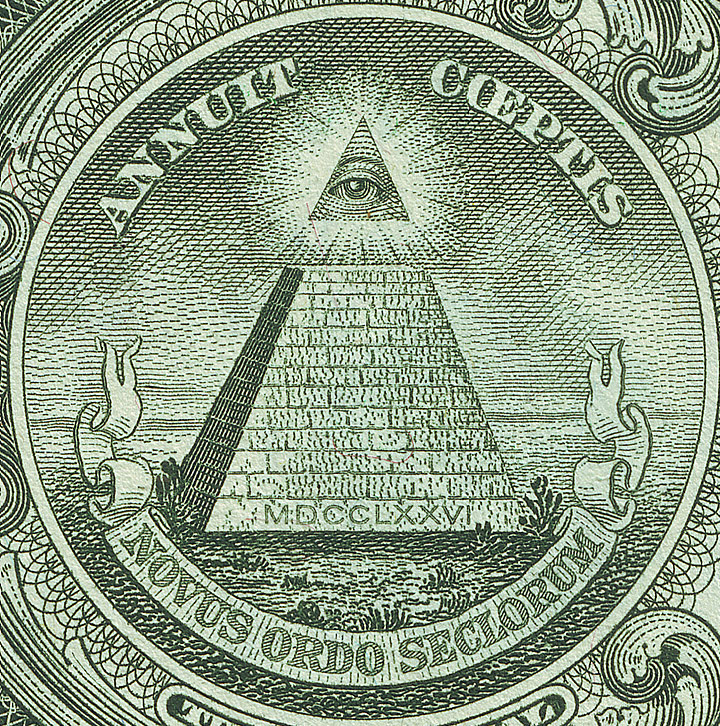
Hội kín Illuminati được cho là chứa chấp và che dấu những bí mật về loài bò sát ngoài hành tinh

Một người có tên là Donald Marshall tuyên bố trên tờ Steemit rằng những gì ông kể có liên quan việc tố giác Illuminati và công bố các bài viết vạch trần những tội ác đã chứng kiến và từng trải, họ là tổ chức chống lại loài người và hé lộ bí mật về loài bò sát Vigil. Theo tiết lộ thì Vril là một loài bò sát, sinh vật kinh tởm đang âm thầm thống trị con người, chúng đã ở đây từ hàng triệu năm dưới lòng đất sâu, và chúng thật sự là người kiểm soát Illuminati.
Loài bò sát đã ở trái đất từ hàng triệu năm dưới lòng đất sâu để kiểm soát Illuminati và âm thầm thống trị con người với một bí mật quan trọng mà các thành viên của Illuminati hằng giữ kín. Có thuyết nói về một chủng tộc thượng đẳng, những sinh vật được gọi với cái tên là Vril-ya và họ tuyên bố họ là hậu duệ của những người Atlantis cổ đại, có quyền truy cập một sức mạnh đặc biệt gọi là Vril. Các Lạt ma kể rằng trong nhiều thế kỷ, họ đã được giúp đỡ từ chủng tộc người thằn lằn bản xứ, sống ở sâu bên dưới lòng đất từ thời tiền sử, được biết đến với cái tên là thằn lằn Vril.
Có nhiều người Mỹ tin rằng chính phủ Mỹ được điều hành bởi người thằn lằn đang che giấu chủng bò sát và họ không phải là những người bình thường, những người Mỹ tin rằng họ có thật nhưng không có bằng chứng, không có bằng chứng nào hỗ trợ cho lý thuyết bò sát, nhưng bằng cách nào đó, sự thiếu bằng chứng này đã khiến những người tin vào lý thuyết của loài bò sát này càng tin chắc rằng thế giới được điều hành bởi những sinh vật giống thằn lằn. Hơn nữa, việc thiếu bằng chứng cũng khiến những người không tin vào sự tồn tại của loài thằn lằn khó có thể vạch ra lý thuyết về loài bò sát, theo lập luận thì chưa có cách chứng minh sự tồn tại của người thằn lằn, nhưng cũng không có cách nào để chứng minh rằng người thằn lằn không tồn tại theo như cách giải thích của những người theo thuyết âm mưu này. Một cuộc thăm dò ở Mỹ trong một kỳ bầu cử đã chỉ ra rằng có đến 4% cử tri đã đăng ký (± 2,8%) tin vào ý tưởng của David Icke.

### Theo dòng lịch sử
Nhiều văn tự thần thoại và những câu chuyện truyền thuyết, giai thoại khác nhau đã đề cập đến các nhân vật có nguồn gốc giống bò sát thần thoại, có những loài còn thù địch với loài người. Một số vị thần cổ đại trong những tôn giáo lớn thưở xa xưa, được cho là có liên hệ đến Chủng bò sát, trong đó nhiều con đã quyến rũ con người với mong muốn được con người tôn kính như một vị thần:

Từ lâu trong lịch sử, có nhiều truyền thuyết về sự biến hình từ con người và bò sát, thường liên kết với hình dạng con rắn

- Gucumatz là vị thần Maya của người Maya hay Quetzalcoatl là vị thần Aztec được mô tả là những con rắn khôn ngoan đã khai sáng cho nhân loại những kiến thức trước khi các nền văn minh được xây dựng, những vị thần này được mô tả có hình người bò sát và đôi mắt to màu vàng.
- Văn hóa dân gian châu Phi đề cập đến một chủng tộc bò sát được cho là đang kiểm soát trái đất hàng ngàn năm trước là Chitauri, chủng tộc bò sát được biết là đã tận dụng người châu Phi bản địa khai thác vàng cho họ.
- Boreas vị thần gió lạnh giá của Hy Lạp đang được mô tả là một người đàn ông có cánh với cơ thể rắn có chân. Không thể có một sinh vật như vậy có nguồn gốc từ trái đất và nó phải là một dạng của ngoài hành tinh được nhìn thấy trong thời gian đó.
- Một số hiện vật từ nền văn minh Sumer cổ đại trông giống như hình người bò sát. Những bức tượng này có đôi mắt lồi lớn và đặc điểm của loài bò sát chứng minh rằng người ngoài hành tinh bò sát bị người Sumer cổ đại bắt gặp giống như những người từ các nơi khác trên thế giới. Ở Iraq, họ có truyền thuyết về người rắn, người được xem là thiên thần, là thượng đế của dân nước họ.
- Trong thần thoại Hồi giáo có tồn tại những sinh vật được gọi là Jinn. Chúng là những sinh vật trông giống như lửa không khói nhưng cũng có thể biến thành những sinh vật giống rắn. Những sinh vật Jinn sống theo các quy tắc tương tự như nhân loại.
- Một số người cho rằng loài bò sát cũng được đề cập trong Kinh thánh. Theo những người này, con rắn được đề cập trong Sáng thế ký đã thuyết phục Eva ăn trái cấm thực sự là một loài bò sát biết nói. Ngoài ra, nhân vật Lilith cũng được xem là thân thiết với một con rắn.
- Trong thần thoại Nam Á và Đông Nam Á khởi nguồn từ Ấn Độ giáo thì Nāga là những sinh vật á thần nửa người nửa rắn, chúng là những con rắn khổng lồ, có thể có nhiều cái đầu.
- Ở Campuchia có truyền thuyết về người rắn (nàng tiên rắn, xà nữ vương), trong đó, có truyền thuyết lập quốc của người Khmer, các vị vua Khmer thì tin mình đã giao phối với một Nagini xinh đẹp để duy trì dòng dõi hoàng gia. Trong Chân Lạp phong thổ kí, sử giả Châu Đạt Quan có chép rằng hàng đêm Quốc vương đều đến ngủ với một nàng tiên rắn.
- Những con bò sát trong thần thoại cổ đại, trong thần thoại Trung Quốc, những sinh vật được gọi là Long vương được cho là có khả năng biến hình thành người bất cứ khi nào họ cảm thấy muốn làm như vậy, những sinh vật này ngồi trong những cỗ xe được kéo bằng những con rồng trên trời. Trung Quốc còn lưu truyền truyền thuyết về Thanh Xà, Bạch Xà kể về những con rắn biến hình và đặc biệt là truyền thuyết về bà Nữ Oa mình rắn.
- Trong văn hóa dân gian ở những vùng đồng quê thì việc nhìn thấy loài bò sát hình người giống như sinh vật kỳ bí (Cryptids) thường gặp ở miền Nam Hoa Kỳ, nơi thường có các đầm lầy rộng lớn, người địa phương coi đó như những sinh vật đáng sợ. Vào cuối những năm 1980, có hàng trăm người được cho là đã nhìn thấy "Người thằn lằn" ở Bishopville, Nam Carolina và còn nhiều những câu chuyện đồn đại tương tự kiểu như vậy.

### Trong các tác phẩm
Các chủng bò sát xuất hiện trong chủ đề khoa học viễn tưởng trong suốt nhiều năm qua, chúng là nguồn cảm hứng và chủ đề của nhiều tác giả như H.P. Lovecraft, Clark Ashton Smith, Robert E. Howard. Tài liệu tham khảo về loài bò sát cũng có thể được tìm thấy trong văn học hiện đại. Những truyền thuyết thần bí có nhiều sự đề cập đến các chủng bò sát xuất hiện quá thường xuyên và nên lên cái gọi là Sự xuất chúng của chủng Bò sát. Nhà văn phi tiểu thuyết Maurice Doreal đã viết một cuốn sách nhỏ mà ông gọi là Bí ẩn của sa mạc Gobi. Cuốn sách nhỏ mô tả một chủng tộc rắn có đầu rắn nhưng cơ thể của đàn ông, họ cũng có thể biến đổi thành con người theo ý muốn.

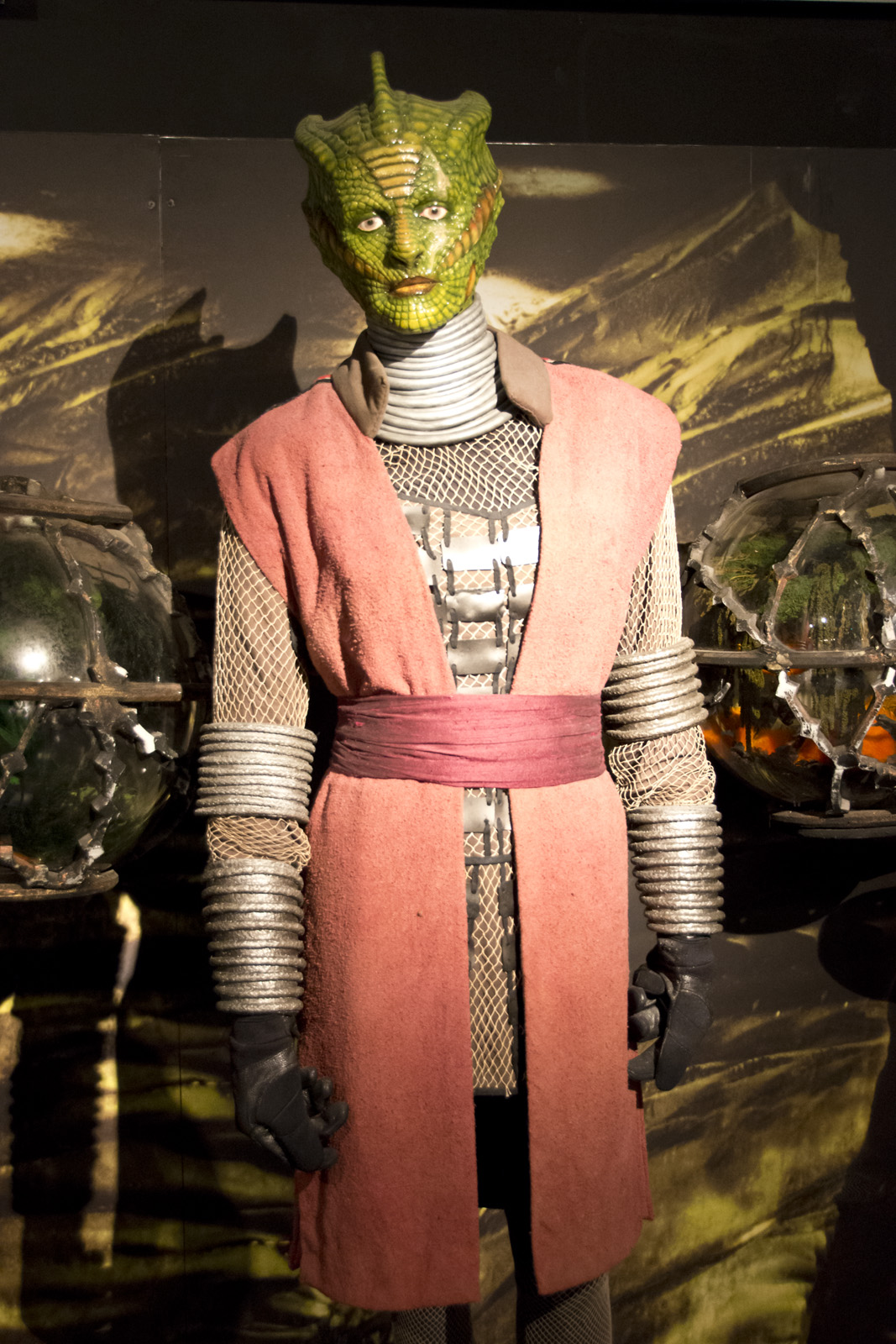
Hóa trang thành Bò sát Sulerian trong Doctor Who

Có rất nhiều nơi mà "chủng bò sát" từng xuất hiện trên những phương tiện truyền thông chính thống, đặc biệt trong những vũ trụ hư cấu như Chúa tể Voldemort, những phù thủy xấu xa giống rắn trong series Harry Potter hay là Silurians trong Doctor Who. Trong một tập của loạt phim "Doctor Who", người Silurians xuất hiện là đại diện cho những sinh vật bò sát từng sinh sống trên Trái đất. Người Silurians không xấu xa và thậm chí không phải là người ngoài hành tinh, nhưng họ là chủng bò sát hình người cổ đại sống trong những hang động bí mật ẩn sâu dưới lòng đất. Điều này gắn liền với lý thuyết về Nền văn minh bên trong lõi Trái Đất (thuyết Trái Đất rỗng) mà Corey Goode và David Wilcock thường ám chỉ.
Người ta tin rằng những sinh vật giống rắn đầu tiên xuất hiện trong văn học trong câu chuyện Vương quốc bóng tối của Robert E. Howard. Câu chuyện được xuất bản trên tạp chí kinh dị Weird Tales vào năm 1929. Howard mô tả người đàn ông rắn là người hình người với đầu rắn nhưng cơ thể của đàn ông. Những con rắn sống dưới lòng đất nhưng có khả năng kỳ lạ để bắt chước con người. Sức mạnh kiểm soát tâm trí của họ cho phép những sinh vật này xâm nhập vào thế giới loài người. Nhà văn Clark Ashton Smith sau đó đã sử dụng những con rắn của Howard trong những câu chuyện của mình. Các tác phẩm viết về loài bò sát hình người có thể kể đến như:
- Robert E.Howard viết về "Những người rắn" (Serpent men) trong câu chuyện "Vương quốc bóng tối" (The Shadow Kingdom) vào năm 1929[23][24].
- Helena Blavatsky với cuốn Học thuyết bí mật (The Secret Doctrine), trong đó nói về "Những người rồng" (Dragon men) đưa ra giả thiết rằng những người này có thể từng sống tại thời điểm của nền văn minh đã mất Lemuria.
- David Icke về "Chủng bò sát" trong "Bí mật lớn nhất" (The Biggest Secret) vào năm 1999 và là tác giả của lý thuyết phổ biến về "Âm mưu toàn cầu của loài Bò sát".
- Tờ LA Times từng đăng bài báo về loài bò sát trên trang bìa vào ngày 29 tháng 1 năm 1934 với tiêu đề: "Lizard People’s Catacomb City Hunted" (tạm dịch: Tìm ra thành phố dưới lòng đất của người thằn lằn) của G. Warren Shufelt.
- Cuốn Tiểu thuyết của Bulwer-Lytton có tựa đề: Vril: The Power of the Coming Race (tạm dịch: Vril-Quyền lực của chủng tộc tương lai).
- Scott Alan Roberts có môt cuốn sách viết về đề tài bò sát là Lịch sử bí mật của các Chủng bò sát: Sự hiện diện phổ biến của con rắn trong lịch sử con người, tôn giáo và người nước ngoài.
- Nhà văn người Mỹ Stewart Alan Sverdlov, tác giả của tác phẩm: Chính phủ bí mật trên trái đất được tổ chức như thế nào-Loài bò sát, Illuminati, Người ngoài hành tinh và Trật tự thế giới mới.
- Nhà văn phi tiểu thuyết Maurice Doreal tác giả của cuốn Bí ẩn của sa mạc Gobi (Mysteries of the Gobi)[21].

### Đặc điểm và năng lực

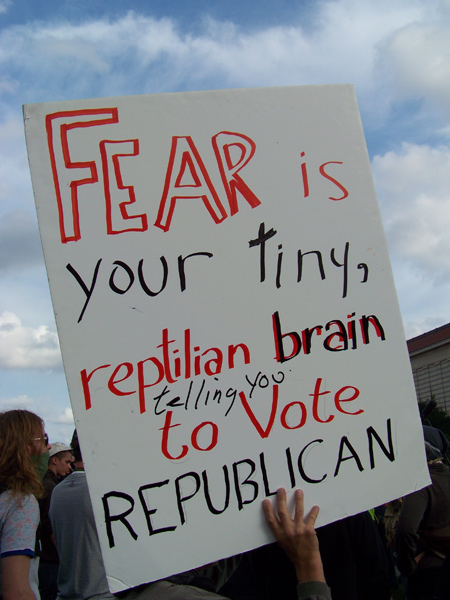
Khẩu ngữ trong biểu tình khi bầu cử có nhắc đến chủng bò sát, chúng sẽ ăn não, gặm nhấm nỗi sợ

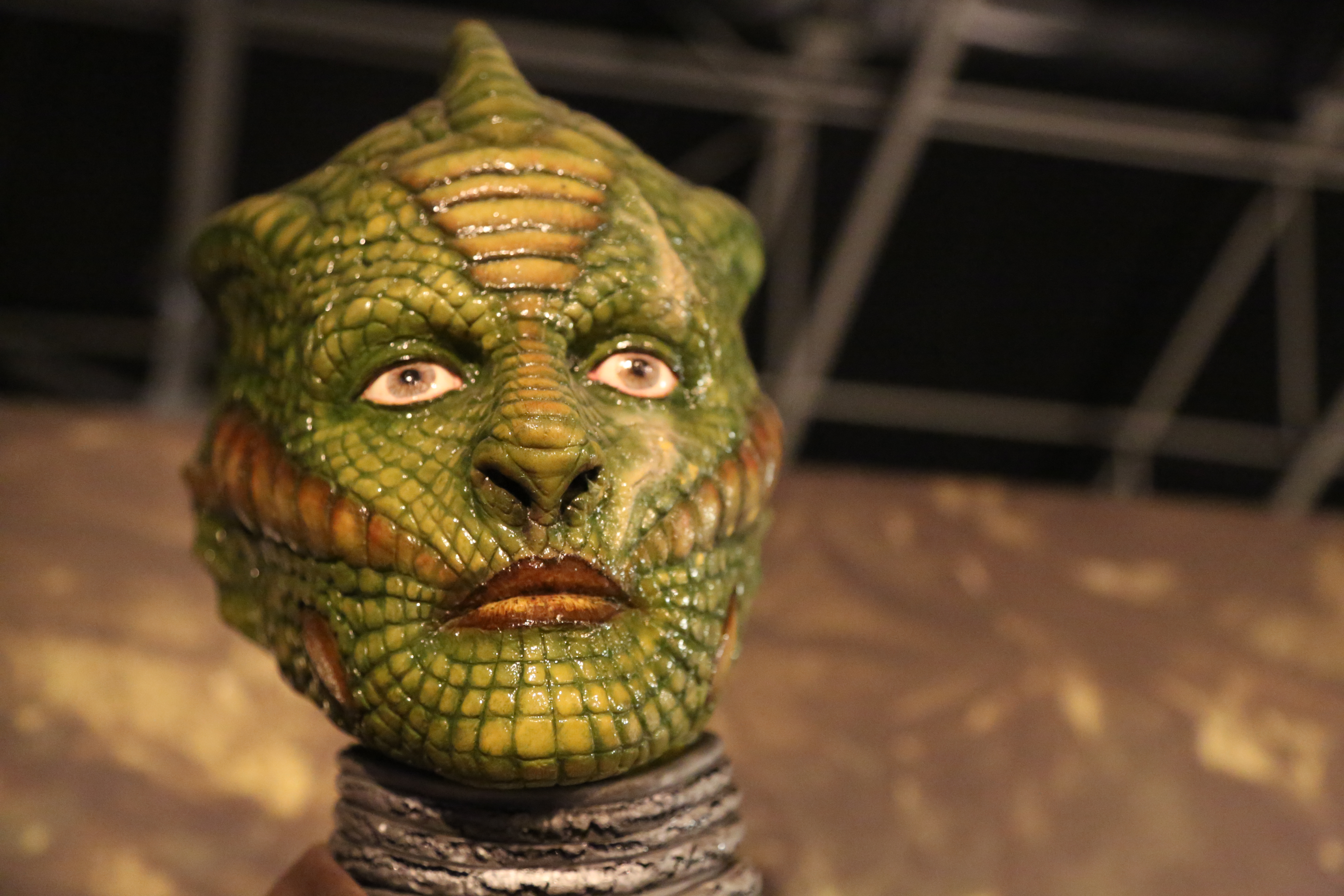
Chủng người Silurian trong Doctor Who

### Bí mật hại người

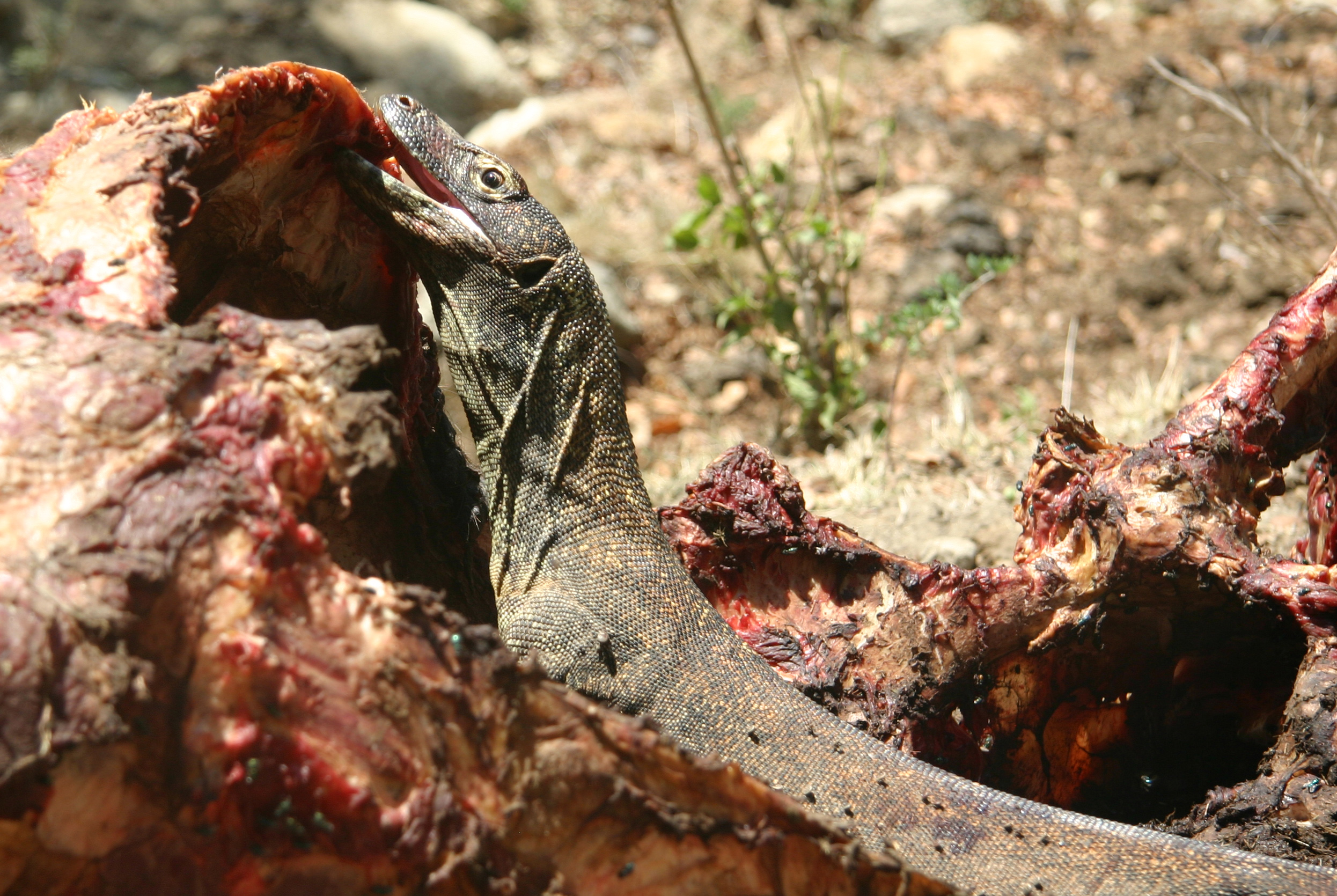
Chủng bò sát là những loài thèm thịt

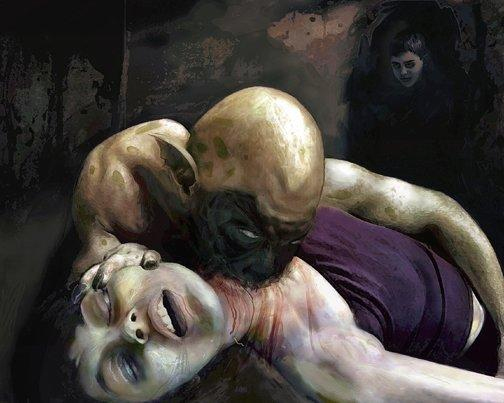
Chủng tộc bò sát hút máu nạn nhân

### Các cáo buộc

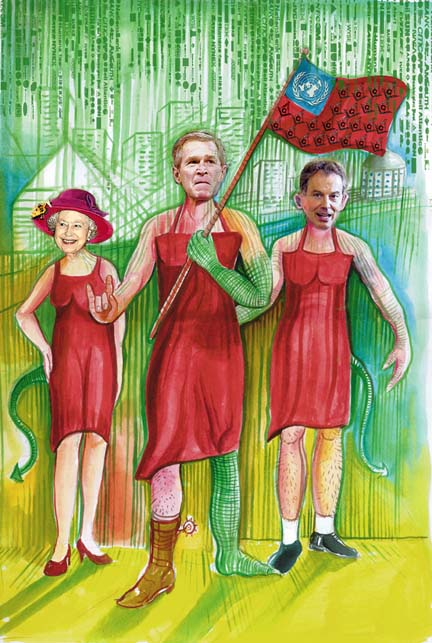
Biếm họa các nguyên thủ quốc gia là chủng bò sát biến hình